# الخوف (فلم)
الخوف هو فيلم دراما مصري من إخراج سعيد مرزوق  وبطولة سعاد حسني، نور الشريف، أحمد أباظة، زيزي مصطفى، حسن حسين وفيفي عبده، صدر الفيلم في 24 يناير 1972.

## نبذة
ترحل سعاد (سعاد حسني) عن مدينة السويس متجهة إلى مدينة القاهرة بعد أن تفقد أسرتها في حرب 1967، وهناك تتعرف على الصحافي أحمد (نور الشريف)، وتعيش مأساة الخراب والدمار وموت أمها بين يديها.

## وصلات خارجية
- مقالات تستعمل روابط فنية بلا صلة مع ويكي بيانات